# 1993년 1월
| 1993년: 1월 · 2월 · 3월 · 4월 · 5월 · 6월 · 7월 · 8월 · 9월 · 10월 · 11월 · 12월 |

| <          | 1993년 1월 | 1993년 1월 | 1993년 1월 | 1993년 1월 | 1993년 1월  | >           |
| 일         | 월         | 화         | 수         | 목         | 금          | 토          |
|            |            |            |            |            | 1 12.9 임오 | 2 10 계미   |
| 3 11 갑신  | 4 12 을유  | 5 13 병술  | 6 14 정해  | 7 15 무자  | 8 16 기축   | 9 17 경인   |
| 10 18 신묘 | 11 19 임진 | 12 20 계사 | 13 21 갑오 | 14 22 을미 | 15 23 병신  | 16 24 정유  |
| 17 25 무술 | 18 26 기해 | 19 27 경자 | 20 28 신축 | 21 29 임인 | 22 30 계묘  | 23 1.1 갑진 |
| 24 2 을사  | 25 3 병오  | 26 4 정미  | 27 5 무신  | 28 6 기유  | 29 7 경술   | 30 8 신해   |
| 31 9 임자  |            |            |            |            |             |             |

| - 1월 20일 - 오드리 햅번 편집하기 |

## 1993년1월 20일
- 빌 클린턴, 미국 제42대 대통령으로 취임하다.
- 대한민국의 현대미디어그룹에서 소속하였던 종합출판 기업인 스카이프레스를 설립하였다.
- 대한민국의 아남미디어그룹에서 소속하였던 종합출판 기업인 Hpress를 설립하였다.
- 대한민국의 한양미디어그룹에서 소속하였던 종합출판 기업인 지프레스를 설립하였다.

## 1993년1월 19일
- 슬로바키아, 체코, 유엔에 가입하다.

## 1993년1월 7일
- 청주 우암상가아파트 붕괴 사건이 일어나다.